# مرغ‌مقدسی
مرغ‌مقدسی (نام علمی: Threskiornis) نام یک سرده از زیرخانواده اکراس است.

## گونه‌ها
- اکراس مقدس آفریقایی،  T. aethiopicus
- اکراس مقدس مالاگاسی،  T. bernieri
- اکراس سرسیاه،  T. melanocephalus
- اکراس سفید استرالیا،  T. molucca
  - اکراس سفید سلیمان،  T. m. pygmaeus
- اکراس گردن‌کاهی،  T. spinicollis
- اکراس رئونیون T. solitarius (extinct)